# Alán Montes
Alán Isidro Montes Castro (ur. 26 października 2000 w Hermosillo) – meksykański piłkarz występujący na pozycji środkowego obrońcy, od 2023 roku zawodnik Necaxy.
Jego brat César Montes również jest piłkarzem.